# Markgraafschap Baden-Durlach
Baden-Durlach was een tot de Zwabische Kreits behorend markgraafschap binnen het Heilige Roomse Rijk.
Het markgraafschap werd ook het Neder-Markgraafschap genoemd. Het markgraafschap Baden-Durlach was de helft van het in 1535 opgesplitste markgraafschap Baden dat in 1771 onder dezelfde naam weer opgericht werd.

## Geschiedenis

### De deling van het markgraafschap Baden
Het markgraafschap ontstond doordat, na de dood van Christoffel I, het door zijn drie zonen tot dan gemeenschappelijk bestuurd markgraafschap Baden na de kinderloze dood van Filips I in 1533 door een op 13/24 augustus 1535 getekend verdrag werd verdeeld onder de overlevende broers. Door de slechte verhouding tussen Bernhard  en  Ernst ontstond er een onlogische verdeling, waarbij Ernst het gebied ten zuiden van de Alb met Durlach, Pforzheim, Altensteig en Liebenzell en verder het graafschap Eberstein verkreeg. Dit vormde het markgraafschap Baden-Durlach.

### Tot de hereniging van Baden
De reformatie werd in 1556 ingevoerd.
in 1584 werd het land onder de drie zoons van de in 1577 overleden Karel II verdeeld:
- Ernst Frederik kreeg het Neder-Markgraafschap met Durlach (uitgestorven in 1604)
- Jakob III kreeg het markgraafschap Hachberg (uitgestorven in 1591)
- Georg Frederik kreeg een deel van het Opper-Markgraafschap.

Ernst Frederik was gereformeerd, Jakob III werd in 1589 katholiek en Georg Frederik was luthers.
Toen het markgraafschap Baden-Baden in 1594 verpand dreigde te worden aan Fugger vanwege de grote schulden van de markgraaf, bezette Baden-Durlach het land. In 1604 werden alle gebieden weer herenigd.
Tijdens de Dertigjarige Oorlog kwam er na de protestantse nederlaag in 1622 een eind aan de bezetting van Baden-Baden. In 1635 gebeurde het omgekeerde: Baden-Durlach wordt bezet door Baden-Baden. Paragraaf 26 van artikel 4 van de Vrede van Osnabrück in 1648 regelde de teruggave van het markgraafschap. Verder werd geregeld dat beide markgraafschappen voortaan in de rijksdag en in de Zwabische Kreits wisselend de rangorde innemen. In 1688 werd de markgraaf door Franse troepen verdreven en in 1689 werd de residentie Durlach verwoest. In 1697 kon de markgraaf terugkeren in zijn land. In 1715 werd de residentie verlegd naar Karlsruhe. Na het uitsterven van Baden-Baden in 1771 werd Baden-Durlach met Baden-Baden verenigd tot het nieuwe herenigde markgraafschap Baden.

## Lijst van heersers
| regering     | naam           | geboren    | overleden | familie             |
| ------------ | -------------- | ---------- | --------- | ------------------- |
| 1535-1552    | Ernst          | 7-10-1482  | 6-2-1553  | zoon van Christof I |
| 1552-1553    | Bernhard       | -2-1517    | 20-1-1553 | zoon                |
| 1552/3-1577  | Karel II       | 24-7-1529  | 23-3-1577 | broer               |
| 1577-1604    | Ernst Frederik | 17-10-1560 | 14-4-1604 | zoon                |
| 1604-1622    | Georg Frederik | 30-3-1573  | 24-9-1638 | broer               |
| 1622-1659    | Frederik V     | 6-7-1594   | 8-9-1659  | zoon                |
| 1659-1677    | Frederik VI    | 16-11-1617 | 31-1-1677 | zoon                |
| 1677-1709    | Frederik VII   | 23-9-1647  | 25-6-1709 | zoon                |
| 1709-1738    | Karel Willem   | 17-1-1679  | 12-5-1738 | zoon                |
| 1738/46-1811 | Karel Frederik | 28-11-1728 | 10-6-1811 | kleinzoon           |